# Adolfo Nef
Adolfo Nef Sanhueza (Lota, 18 gennaio 1946) è un ex calciatore cileno, di ruolo portiere.

## Palmarès
- Campionato cileno: 4

Universidad de Chile: 1965, 1967, 1969
Colo-Colo: 1979